# Jičínka
Jičínka (číslo hydrologického pořadí 2-01-01-069) je říčka v Moravskoslezském kraji, pravostranný přítok řeky Odry. Délka toku činí 25,7 km. Plocha povodí měří 113,9 km².

## Průběh toku
Hlavní pramen Jičínky se nachází ve výšce 630 m n. m. na severovýchodním svahu Kamenárky. Další pramen, který je značen na turistických mapách, se nalézá pod Velkým Javorníkem v nadmořské výšce 690 metrů. Na horním a středním toku teče severozápadním směrem. Na dolním toku směřuje její tok převážně na sever. Protéká Veřovicemi, Mořkovem, Životicemi, Žilinou, Novým Jičínem a Kunínem. Ústí zprava do Odry severně od Kunína v nadmořské výšce 243 m.

### Větší přítoky
- Králův potok, zleva pod Mořkovem
- Zrzávka, zleva v Novém Jičíně
- Rakovec, zprava v Novém Jičíně
- Grasmanka, zleva v Novém Jičíně

## Vodní režim
Průměrný průtok u ústí činí 1,21 m³/s.
Na říčce byla roku 1958 v Šenově zřízena hydrologická stanice vybavená limnigrafem.
| místo | říční km | plocha povodí | průměrný průtok (Qa) | stoletá voda (Q100) |
| ----- | -------- | ------------- | -------------------- | ------------------- |
| Šenov | 6,70     | 94,77 km²     | 1,12 m³/s            | 178 m³/s            |

### Povodeň 2009
Ve středu 24. června 2009 se přes povodí řeky přehnalo několik přívalových dešťů, které způsobily velmi prudký vzestup hladiny a následné povodně. Mluvčí Povodí Odry Čestmír Vlček pro ČTK odhadl, že korytem Jičínky prošla třísetletá až pětisetletá voda, neboť hladina řeky vystoupala na více než šest metrů.